# Kithairon (Eponym)
Kithairon (altgriechisch Κιθαιρών Kithairṓn), König von Plataiai, ist eine Gestalt der griechischen Mythologie.
Als schöner Jüngling verschmähte er die Liebe von Tisiphone, einer der Erinnyen. Zur Strafe tötete sie ihn – als er gerade seine Herde am Berg weidete – mit einer Schlange, die sie aus ihrem Haar zog. Das Gebirge wurde danach von Asterion in Kithairon umbenannt.
In einer anderen Version war er ein habsüchtiger Sohn, der seinem Bruder Helikon nach dem Leben trachtete, um das elterliche Gut allein zu erben. Als er Helikon vom Felsen stürzte, fiel Kithairon jedoch selbst in die Tiefe. Die dortigen Berge wurden nach den Brüdern benannt; am Kithairon nahmen die Erinnyen ihren Sitz, während sich am Helikon die Musen niederließen.